# Dimorphandra urubuensis
Dimorphandra urubuensis är en ärtväxtart som beskrevs av Adolpho Ducke. Dimorphandra urubuensis ingår i släktet Dimorphandra och familjen ärtväxter. Inga underarter finns listade i Catalogue of Life.